# Cass Lake, British Columbia
Cass Lake är en sjö i Kanada.   Den ligger i provinsen British Columbia, i den sydvästra delen av landet, 3 700 km väster om huvudstaden Ottawa. Cass Lake ligger 432 meter över havet.
I omgivningarna runt Cass Lake växer i huvudsak barrskog. Trakten runt Cass Lake är nära nog obefolkad, med mindre än två invånare per kvadratkilometer.